# Miss California USA
Miss California USA es el concurso de belleza que selecciona a la representante del estado de California en el concurso Miss USA. El concurso es dirigido por Crown Diva Productions.
Los mejores resultados de California fueron en 1959, 1966, 1975, 1983, 1992 y 2011, cuando Terry Huntingdon, Maria Remenyi, Summer Bartholomew, Julie Hayek, Shannon Marketic y Alyssa Campanella, respectivamente, fueron coronadas Miss USA.

## Historia
El concurso Miss California USA fue producido por Carolee Munger. Antes de la Sra. Munger, Guyrex Productions mantuvo la franquicia durante varios años y produjo exitosos concursos televisivos con más de 100 participantes. Antes de Guyrex, el concurso fue producido por el Dr. Leanord Stallcup, quien asumió la dirección después de que Faye Smith liderara con éxito durante las décadas de 1970 y 1980. También fue producido por Top 10 Productions, Inc. con sede en San Diego. Top 10 estuvo encabezado por Pam Wilson y Alex Kuty, quienes han estado involucrados en concursos y producción de moda durante muchos años. Top 10 fue reemplazado por K2 Productions en 2013. K2 tuvo una serie de controversias, pero durante los 9 años que produjo el certamen, logró ser el estado con la mejor posición en Miss USA, aumentando el número de entradas al certamen estatal más grande en la historia de Miss USA y haciendo la primera transmisión televisiva en vivo en más de 10 años. Al principio, K2 Productions fue dirigido por la ex Miss Teen USA 1995, Keylee Sue Sanders y Keith Lewis. Más tarde, Lewis dirigió K2 Productions y fue coproducida brevemente por Miss USA 1995, Shanna Moakler. En octubre de 2021, Kristen Bradford de Crown Diva Productions asumió la dirección de los concursos de California.
En 2009, Carrie Prejean se vio obligada a renunciar después de quedar como primera finalista en Miss USA 2009 luego de que se desarrollara una controversia con respecto a la respuesta que dio a su pregunta final de la entrevista en el certamen nacional. Los organizadores del concurso afirmaron que fue despedida debido a violaciones contractuales.
California ha tenido una Miss USA en cada década (excepto en los años 2000) y está en el segundo lugar en términos de clasificaciones y coronas, después de Texas.
Shauna Gambill, quien ganó la corona nacional de Miss Teen USA en 1994, es la única Miss California USA que anteriormente ostentaba el título de Miss California Teen USA. Como Miss California USA en 1998, Gambill quedó como la primera finalista de Shawnae Jebbia de Massachusetts. Tres ganadoras de Miss California USA también han competido en el certamen de Miss America, mientras que dos fueron exganadoras de Miss Teenage California Scholarship Pageant.

## Resultados
- Ganadoras de Miss USA: Terry Huntingdon (1959), Maria Remenyi (1966), Summer Bartholomew (1975), Julie Hayek (1983), Shannon Marketic (1992), Alyssa Campanella (2011).
- Primeras finalistas: Pamela Stettler (1961), Susan Bradley (1967), Diana Magaña (1988), Shauna Gambill (1998), Brittany Hogan (2005), Tamiko Nash (2006), Carrie Prejean (2009).
- Segundas finalistas: Diane Schock (1991), Angelique Breaux (1999).
- Terceras finalistas: Donna Schurr (1955), Marilyn Tindall (1962), Pamela Gergley (1977), Gayle Gorrell (1974), Cynthia Kerby (1981), Meagan Tandy (2007).
- Cuartas finalistas: Francine Herack (1964), Troas Hayes (1969), Kelly Parsons (1984), Nadia Mejia (2016).

### Premios
- Miss Simpatía: Jeanne Venables (1965), Cynthia Kerby (1981).
- Miss Fotogénica: Cynthia Kerby (1981), Shannon Marketic (1992).
- Mejor Traje Estatal: Suzanne Fromm (1964).

## Ganadoras
Colores clave
     Declarada como ganadora
     Terminó como finalista
     Terminó como una de las semifinalistas o cuartofinalistas
| Año  | Nombre                | Ciudad              | Posición          | Premios especiales                | Notas |
| ---- | --------------------- | ------------------- | ----------------- | --------------------------------- | --- |
| 2024 | Samantha Ramos        | Santa Mónica        | Top 20            |                                   | |
| 2023 | Tianna Clark          | Perris              | Top 20            |                                   | |
| 2022 | Tiffany Johnson       | Lancaster           | Top 16            |                                   | |
| 2021 | Sabrina Lewis         | Berkeley            |                   |                                   | - Más tarde Miss California 2023 |
| 2020 | Allyshia Gupta        | Los Ángeles         | Top 10            |                                   | |
| 2019 | Erica Dann            | San Francisco       |                   |                                   | |
| 2018 | Kelley Johnson        | Hermosa Beach       | Top 10            |                                   | - Anteriormente Miss Colorado 2015 y 2.ª finalista de Miss America 2016                                                                           |
| 2017 | India Williams        | Lafayette           | Top 10            |                                   | |
| 2016 | Nadia Mejia           | Diamond Bar         | Top 5             |                                   | - Su madre es Kathy Eicher, Miss Virginia Occidental USA 1989 y su padre es Gerardo Mejía.                                                        |
| 2015 | Natasha Martinez      | Chino Hills         |                   |                                   | |
| 2014 | Cassandra Kunze       | San Diego           | Top 10            |                                   | |
| 2013 | Mabelynn Capeluj      | San Diego           | Top 15            |                                   | - Tiene ascendencia albanesa - Participó sin éxito en Nuestra Belleza Latina 2015                                                                 |
| 2012 | Natalie Pack          | Rancho Palos Verdes |                   |                                   | - Participó en el ciclo 12 de America's Next Top Model, quedando en el 6.º lugar.                                                                 |
| 2011 | Katie Blair           | Los Ángeles         | No compitió       | No compitió                       | - Anteriormente Miss Montana Teen USA 2006 y Miss Teen USA 2006                                                                                   |
| 2011 | Alyssa Campanella     | Los Ángeles         | Miss USA 2011     |                                   | - Anteriormente Miss New Jersey Teen USA 2007 y 1.ª finalista de Miss Teen USA 2007                                                               |
| 2010 | Nicole Johnson        | Westlake Village    | Top 10            |                                   | |
| 2009 | Tami Farrell          | Los Ángeles         | No compitió       | No compitió                       | - Anteriormente Miss Oregon Teen USA y Miss Teen USA 2003                                                                                         |
| 2009 | Carrie Prejean        | San Diego           | Primera finalista |                                   | - Tema de la controversia sobre el matrimonio entre personas del mismo sexo de Miss USA 2009 - Destituida por la Organización Miss California USA |
| 2008 | Raquel Beezley        | Barstow             | Top 15            |                                   | - Beezley fue coronada como la ganadora después de un error de cómputo en la cual se había coronado a Christina Silva.                            |
| 2007 | Meagan Tandy          | Fontana             | Tercera finalista |                                   | |
| 2006 | Tamiko Nash           | Los Ángeles         | Primera finalista |                                   | |
| 2005 | Brittany Hogan        | Escondido           | Primera finalista |                                   | |
| 2004 | Ellen Chapman         | San José            |                   |                                   | |
| 2003 | Candice Sanders       | La Habre            |                   |                                   | |
| 2002 | Tarah Peters          | San Diego           | Top 10            |                                   | |
| 2001 | Jennifer Glover       | Castro Valley       |                   |                                   | - Previamente Miss Internacional Estados Unidos 1999 - Más tarde Miss California 2002                                                             |
| 2000 | Rebekah Keller        | Lakewood            |                   |                                   | - Previamente Miss California 1997 y 4.ª finalista en Miss America 1998                                                                           |
| 1999 | Angelique Breaux      | Vista               | Segunda finalista |                                   | - Más tarde Miss Mundo Estados Unidos 2000 y Top 10 en Miss Mundo 2000                                                                            |
| 1998 | Shauna Gambill        | Acton               | Primera finalista |                                   | - Previamente Miss Teen USA 1994 y Miss California Teen USA 1994 - Más tarde Miss Mundo Estados Unidos 1998 y Top 10 en Miss Mundo 1998           |
| 1997 | Alisa Kimble          | Lake Elsinore       |                   |                                   | |
| 1996 | Shauna Searles        | Tustin              |                   |                                   | |
| 1995 | Deana Avila           | Laguna Niguel       |                   |                                   | |
| 1994 | Toay Lynn Foster      | Oxnard              |                   |                                   | |
| 1993 | Jane Olvera           | Fresno              | Top 12            |                                   | |
| 1992 | Shauna Searles        |                     |                   |                                   | - Originalmente primera finalista, asumió el título cuando Shannon Marketic ganó Miss USA 1992 - Más tarde ganó Miss California USA 1996          |
| 1992 | Shannon Marketic      | Malibú              | Miss USA 1992     | - Miss Fotogénica                 | - Top 10 en Miss Universo 1992 |
| 1991 | Diane Schock          | Fontana             | Segunda finalista |                                   | |
| 1990 | Cynthia Nelson        | Gilroy              |                   |                                   | |
| 1989 | Christina Marie Faust | Westlake Village    | Top 10            |                                   | |
| 1988 | Diana Magaña          | Rancho Palos Verdes | Primera finalista |                                   | - Más tarde Miss Mundo Estados Unidos 1988 y Top 10 en Miss Mundo 1988                                                                            |
| 1987 | Lori Dickerson        | Lodi                |                   | - Miss Simpatía                   | |
| 1986 | Kelly Parsons         | Los Ángeles         | Cuarta finalista  |                                   | |
| 1985 | Zina Ponder           | Long Beach          |                   |                                   | |
| 1984 | Theresa Ring          | South San Diego     |                   |                                   | |
| 1983 | Julie Hayek           | Westwood            | Miss USA 1983     |                                   | - 1.ª finalista en Miss Universo 1983 |
| 1982 | Suzanne DeWames       | Thousand Oaks       |                   |                                   | |
| 1981 | Cindy Kerby           | Westlake Village    | Tercera finalista | - Miss Fotogénica - Miss Simpatía | |
| 1980 | Kari Lloyd            | Thousand Oaks       |                   |                                   | |
| 1979 | Linda Fogarty         | Fullerton           | Top 12            |                                   | |
| 1978 | Donna Adrain          | Anaheim             | Top 12            |                                   | |
| 1977 | Pamela Gergely        | San Rafael          | Tercera finalista |                                   | |
| 1976 | Joan Pennock          | Los Ángeles         | Top 12            |                                   | |
| 1975 | Summer Bartholomew    | Merced              | Miss USA 1975     |                                   | - 2.ª finalista en Miss Universo 1975 |
| 1974 | Gayle Gorrell         | Temple City         | Tercera finalista |                                   | |
| 1973 | Carol Herrema         | Artesia             | Top 12            |                                   | |
| 1972 | Kim Hobson            | San Mateo           |                   |                                   | |
| 1971 | Karin Morrell         | Newcastle           | Top 12            |                                   | |
| 1970 | Linda Hall            | Los Ángeles         | Top 15            |                                   | |
| 1969 | Troas Hayes           | Sacramento          | Cuarta finalista  |                                   | |
| 1968 | Suzanne Fromm         | Riverside           | Top 15            | - Mejor Traje Estatal             | |
| 1967 | Susan Bradley         | Tustin              | Primera finalista |                                   | |
| 1966 | Maria Remenyi         | El Cerrito          | Miss USA 1966     | - Miss Fotogénica                 | - Top 15 en Miss Universo 1966 |
| 1965 | Kathryn Hage          | Santa Mónica        | Top 15            |                                   | |
| 1964 | Jeanne Venables       | Sacramento          | Top 15            | - Miss Simpatía                   | |
| 1963 | Francine Herack       | Los Ángeles         | Cuarta finalista  |                                   | |
| 1962 | Marilyn Tindall       | Los Ángeles         | Tercera finalista |                                   | |
| 1961 | Pamela Stettler       | San Rafael          | Primera finalista |                                   | |
| 1960 | Teri Janssen          | Los Ángeles         | Top 15            |                                   | |
| 1959 | Terry Huntingdon      | Mount Shasta        | Miss USA 1959     |                                   | - 2.ª finalista en Miss Universo 1959 |
| 1958 | Donna Brooks          | Los Ángeles         | Top 15            |                                   | |
| 1957 | Peggy Jacobson        | Downey              | Top 15            |                                   | |
| 1956 | Shirlee Witty         | Los Ángeles         |                   |                                   | |
| 1955 | Donna Schurr          | Santa Ana           | Tercera finalista |                                   | |
| 1954 | Sandra Constance      | Torrance            | Top 20            |                                   | |
| 1953 | Marcella Roulette     | Inglewood           | Top 20            |                                   | |
| 1952 | Gloria Maxwell        | Los Ángeles         |                   |                                   | |

## Galería de ganadoras

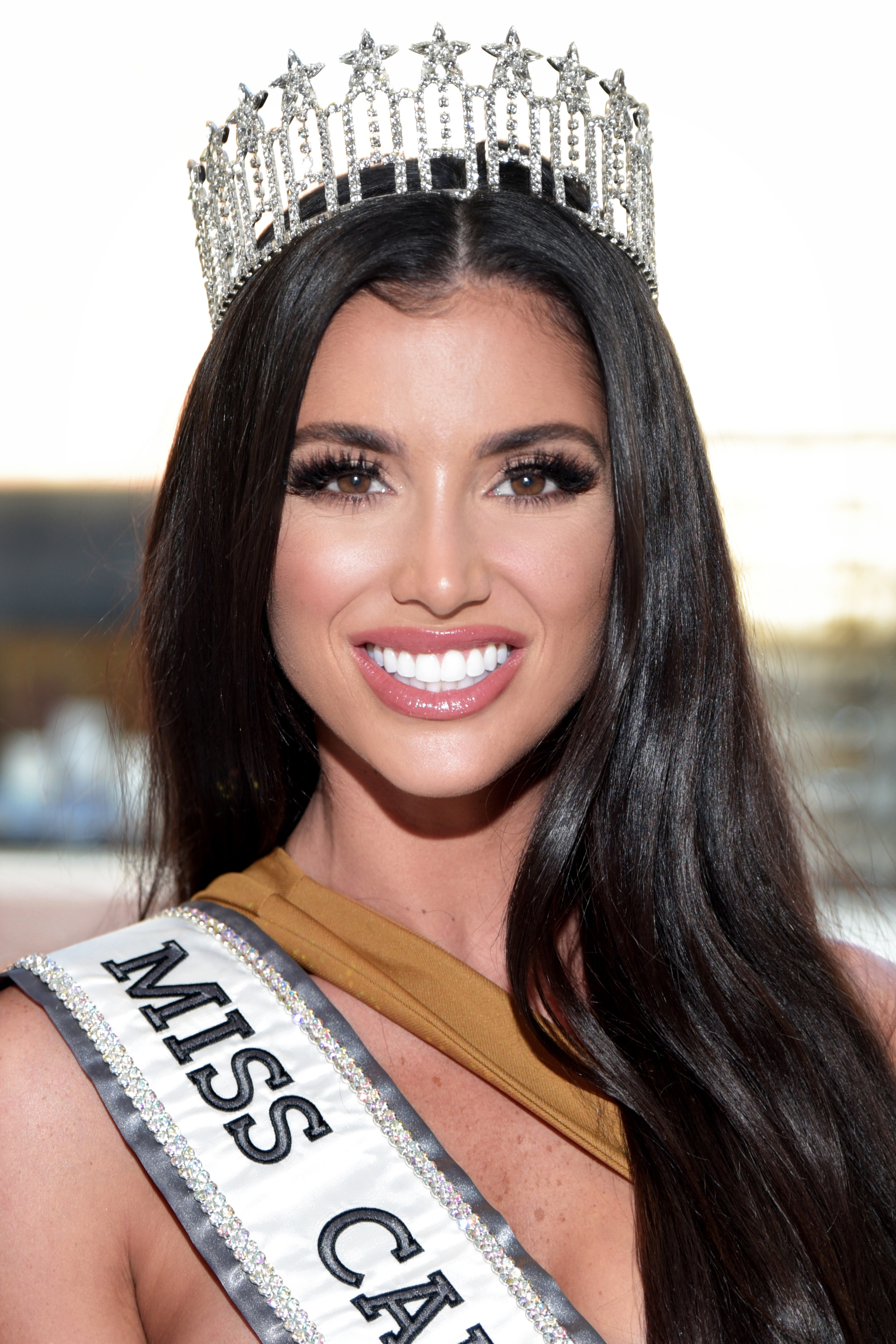
Erica Dann, Miss California USA 2019
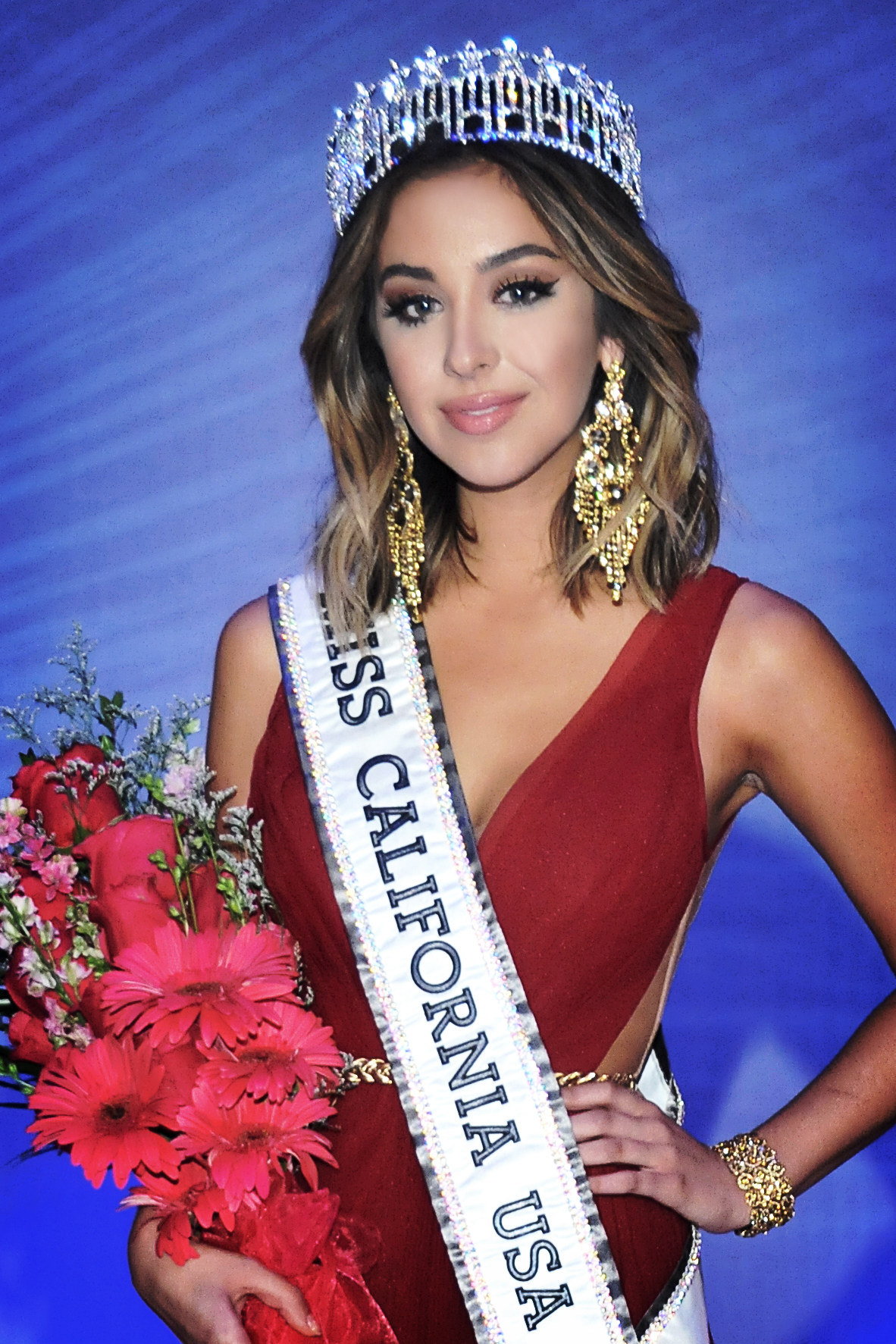
Nadia Mejia, Miss California USA 2016
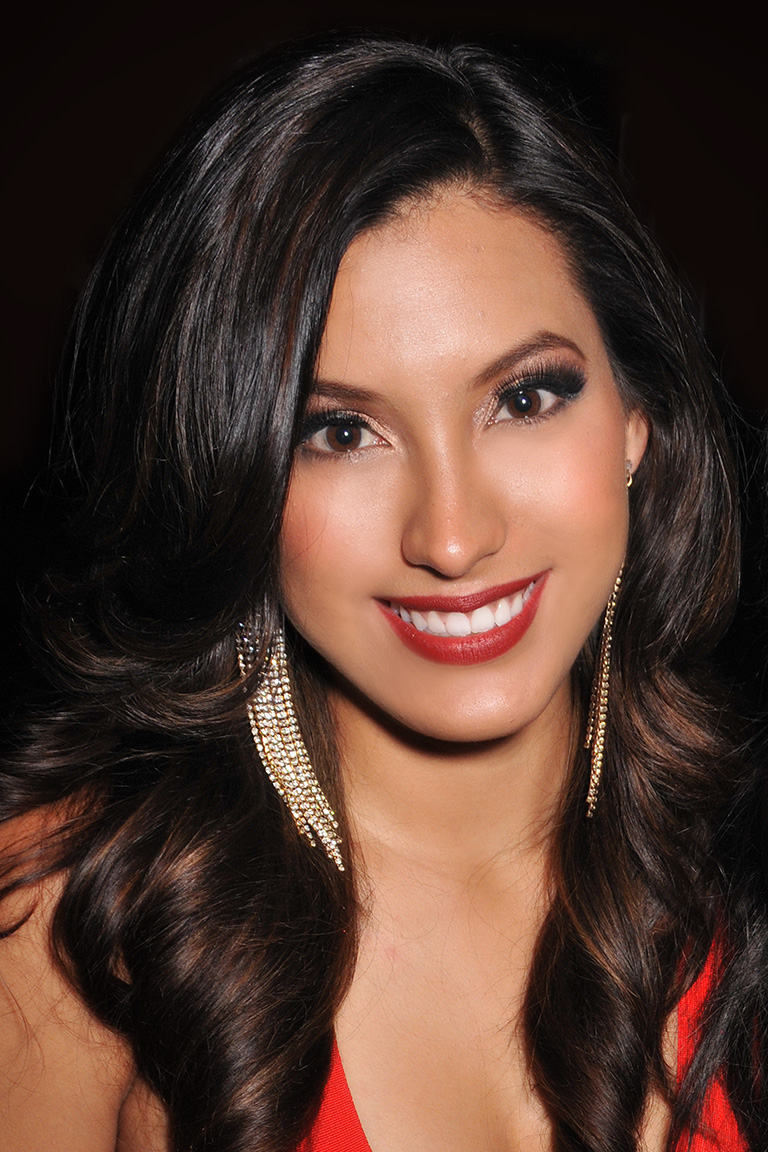
Natasha Martinez, Miss California USA 2015
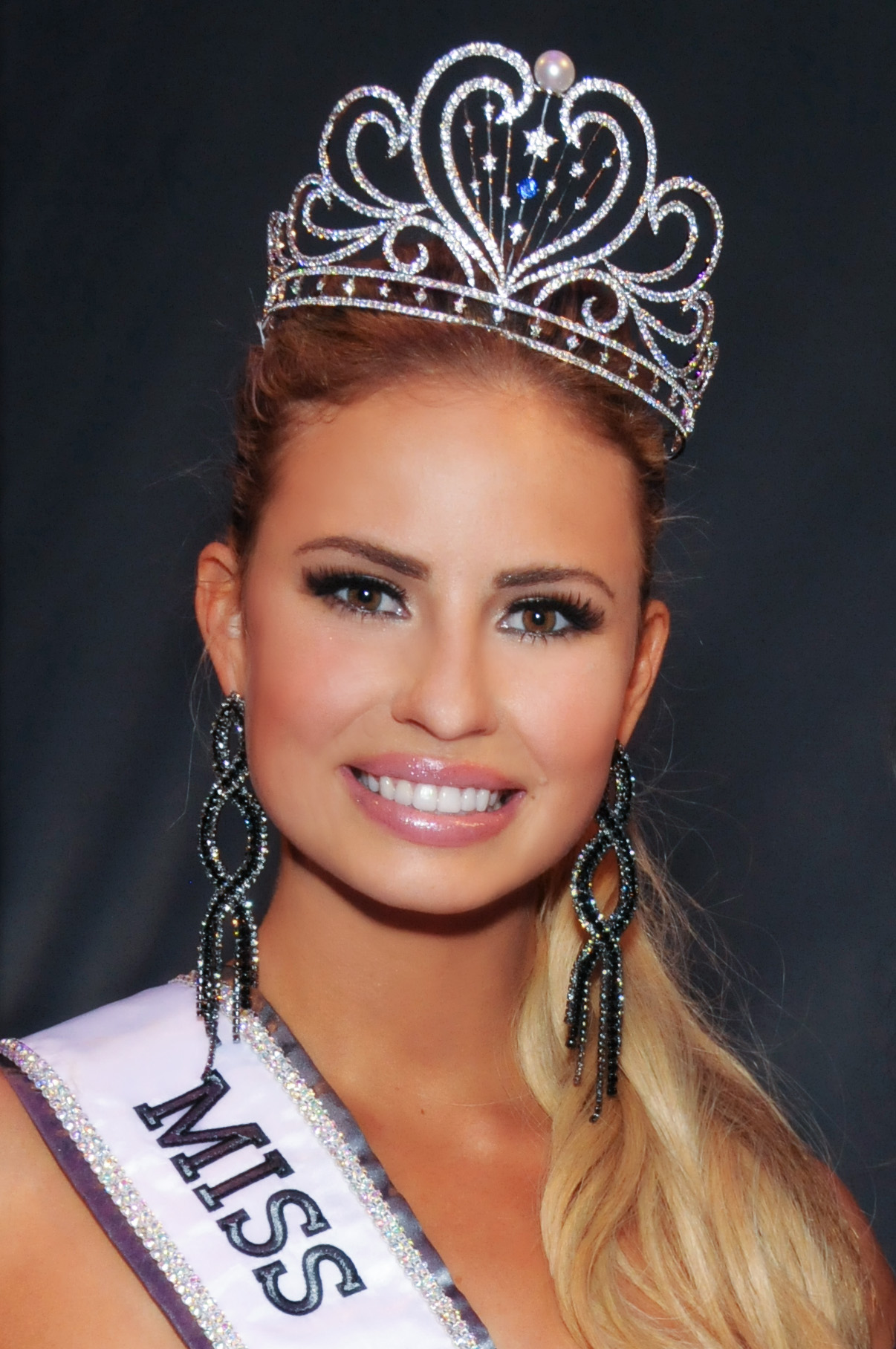
Cassandra Kunze, Miss California USA 2014
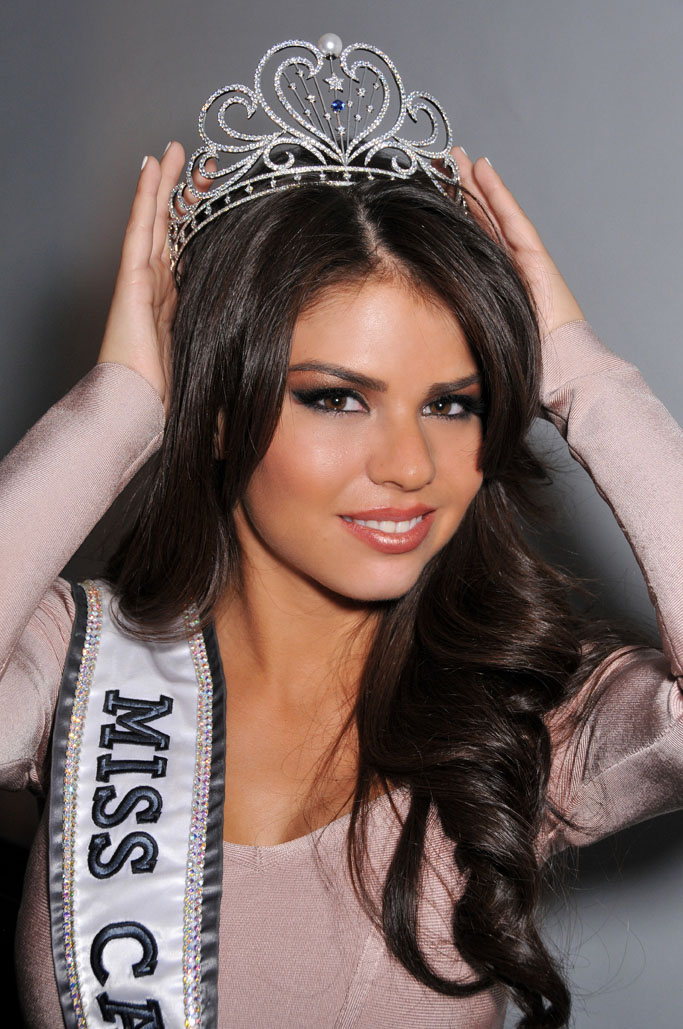
Mabelynn Capeluj, Miss California USA 2013
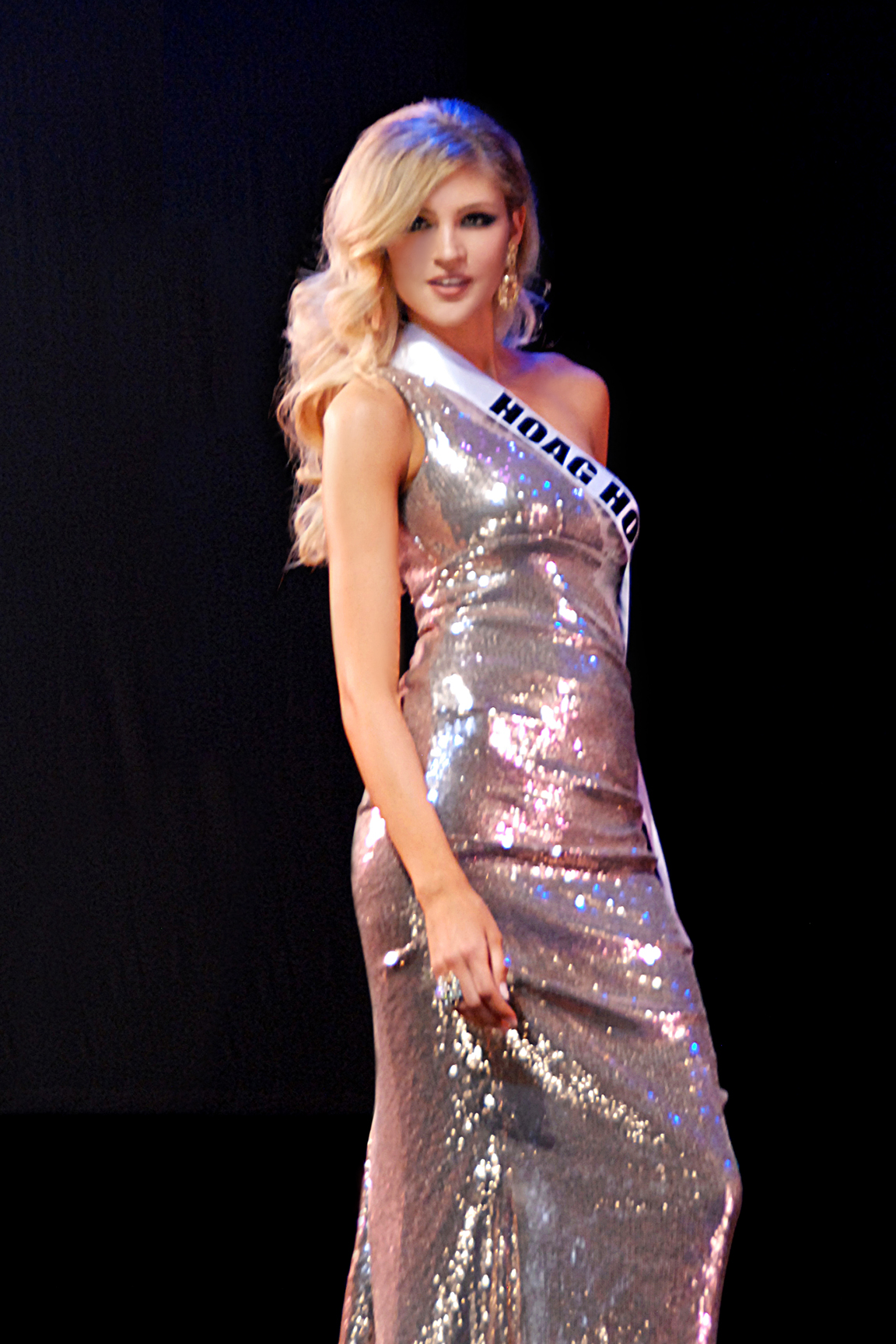
Natalie Pack, Miss California USA 2012
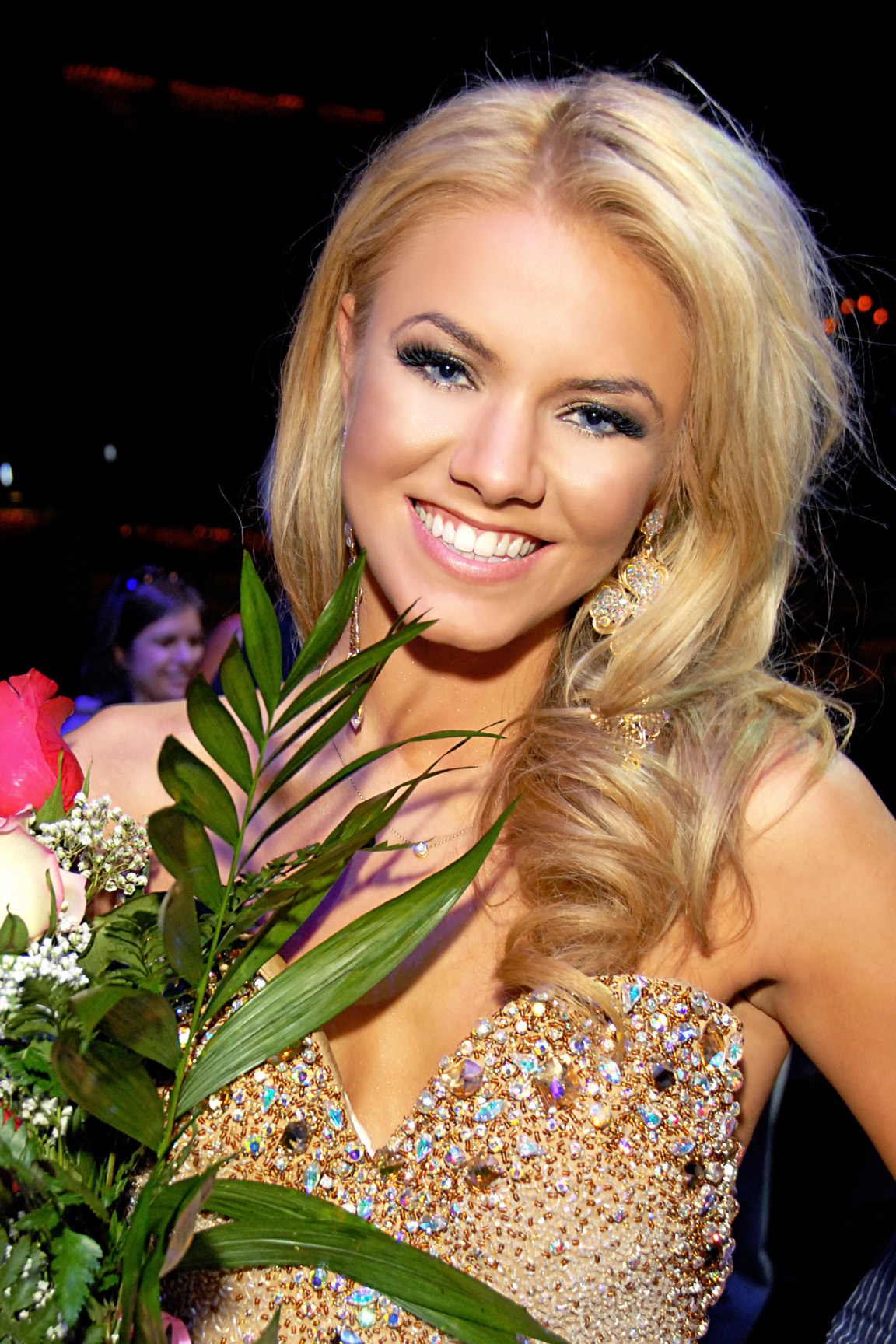
Katie Blair, Miss California USA 2011[nota 1]
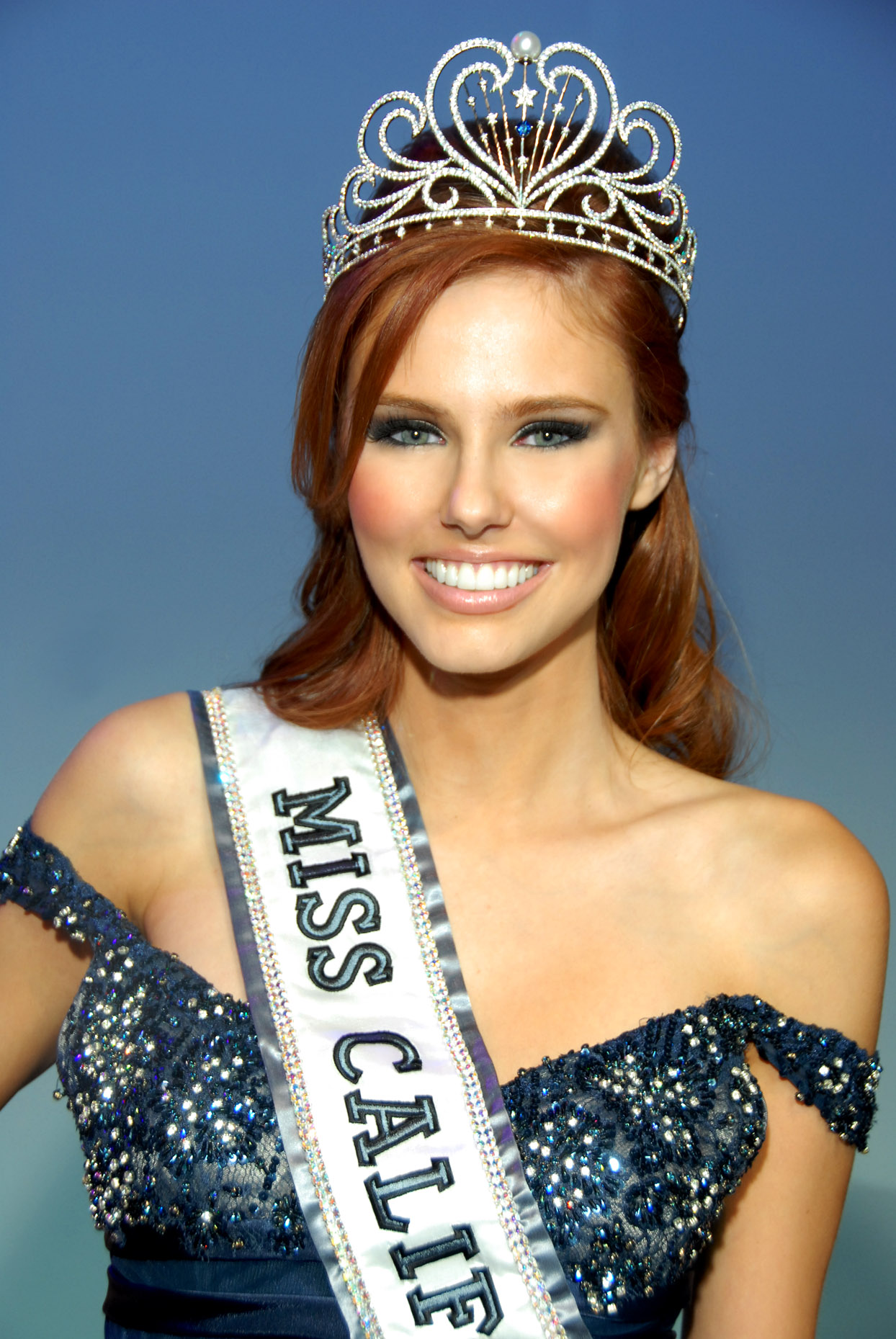
Alyssa Campanella, Miss California USA 2011 y Miss USA 2011
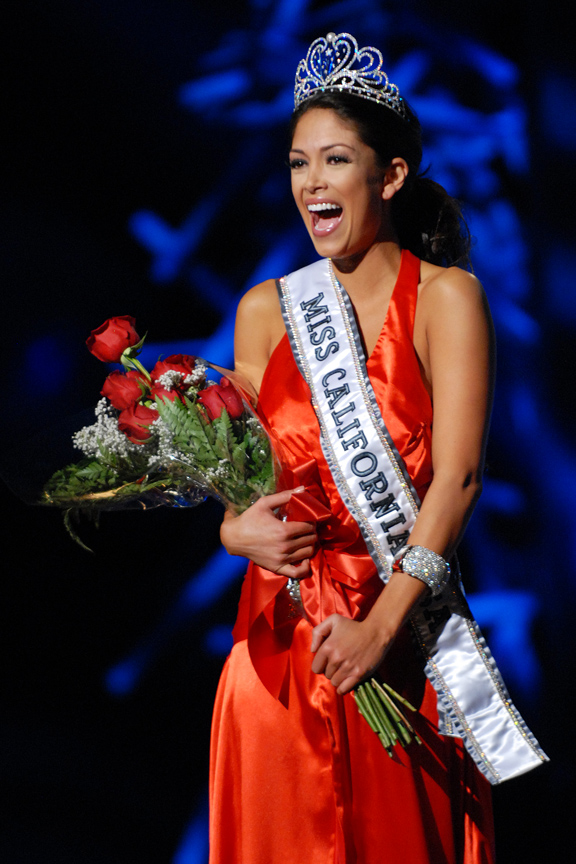
Nicole Johnson, Miss California USA 2010
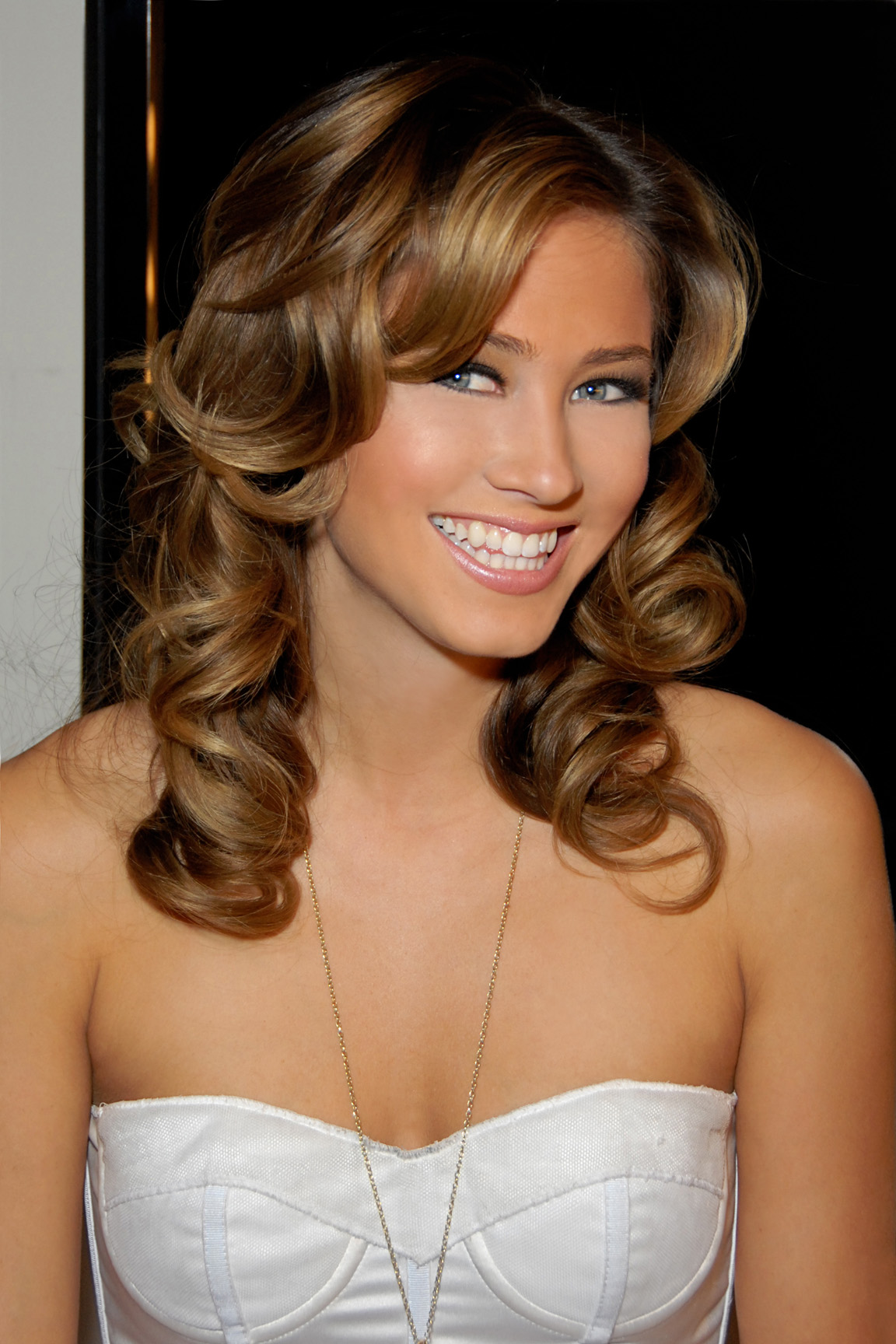
Tami Farrell, Miss California USA 2009[nota 2]
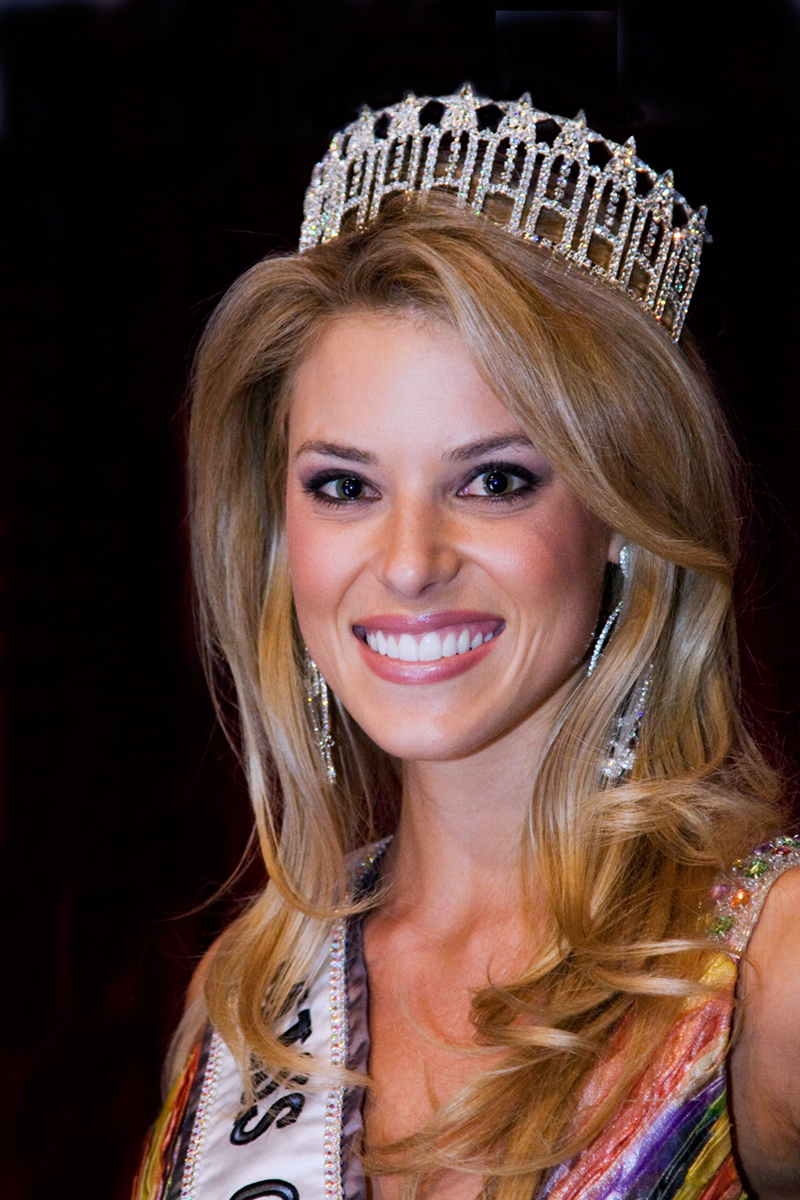
Carrie Prejean, Miss California USA 2009[nota 3]
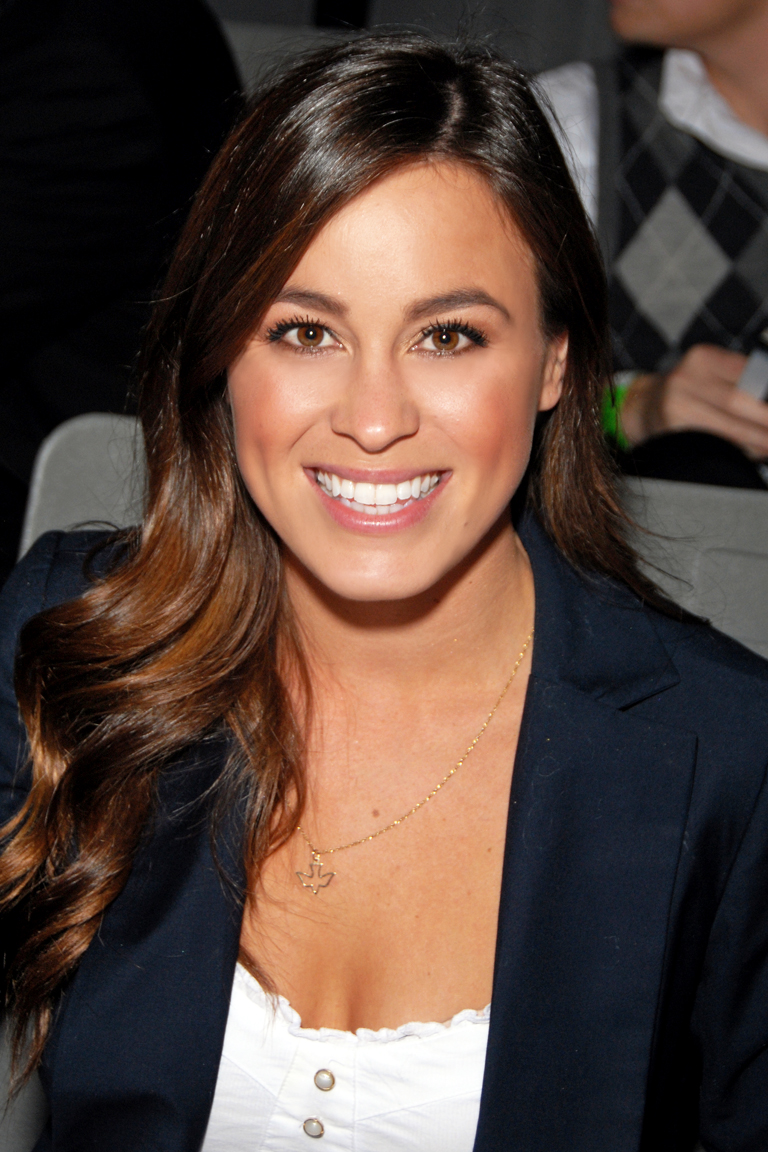
Raquel Beezley, Miss California USA 2008
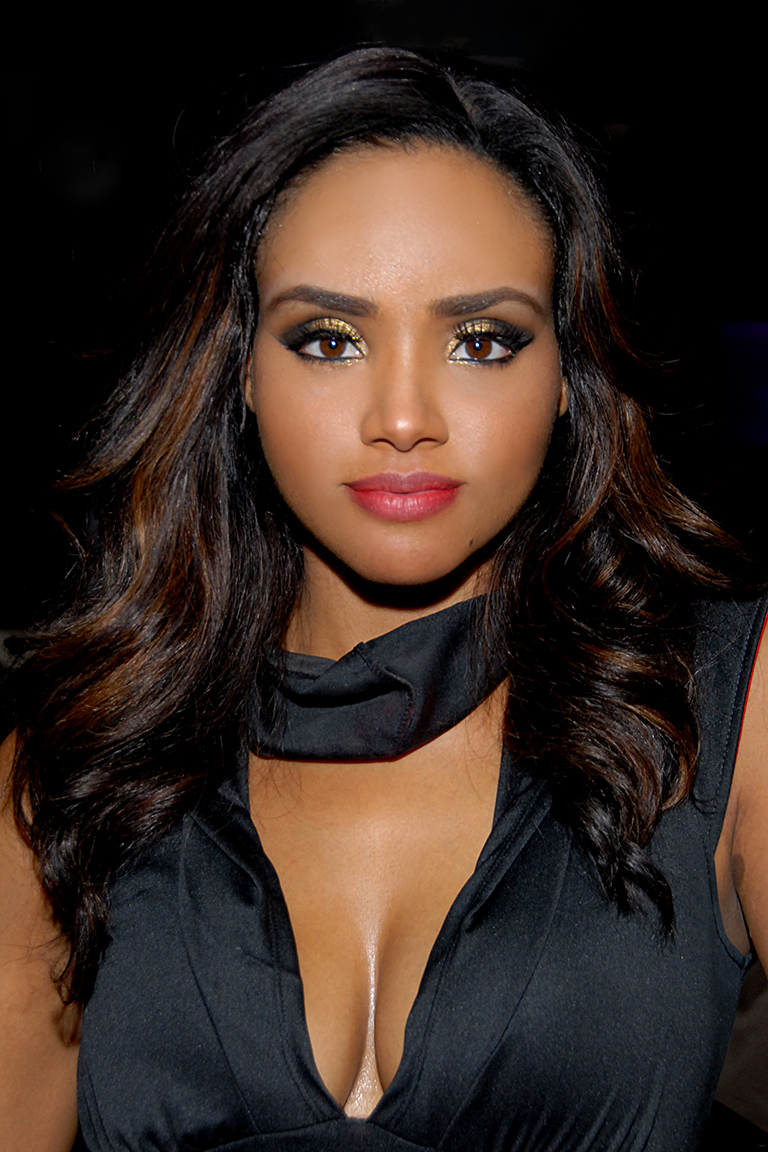
Meagan Tandy, Miss California USA 2007
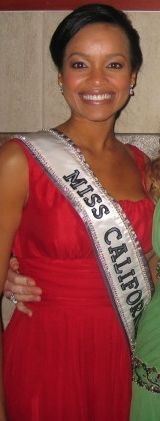
Tamiko Nash, Miss California USA 2006
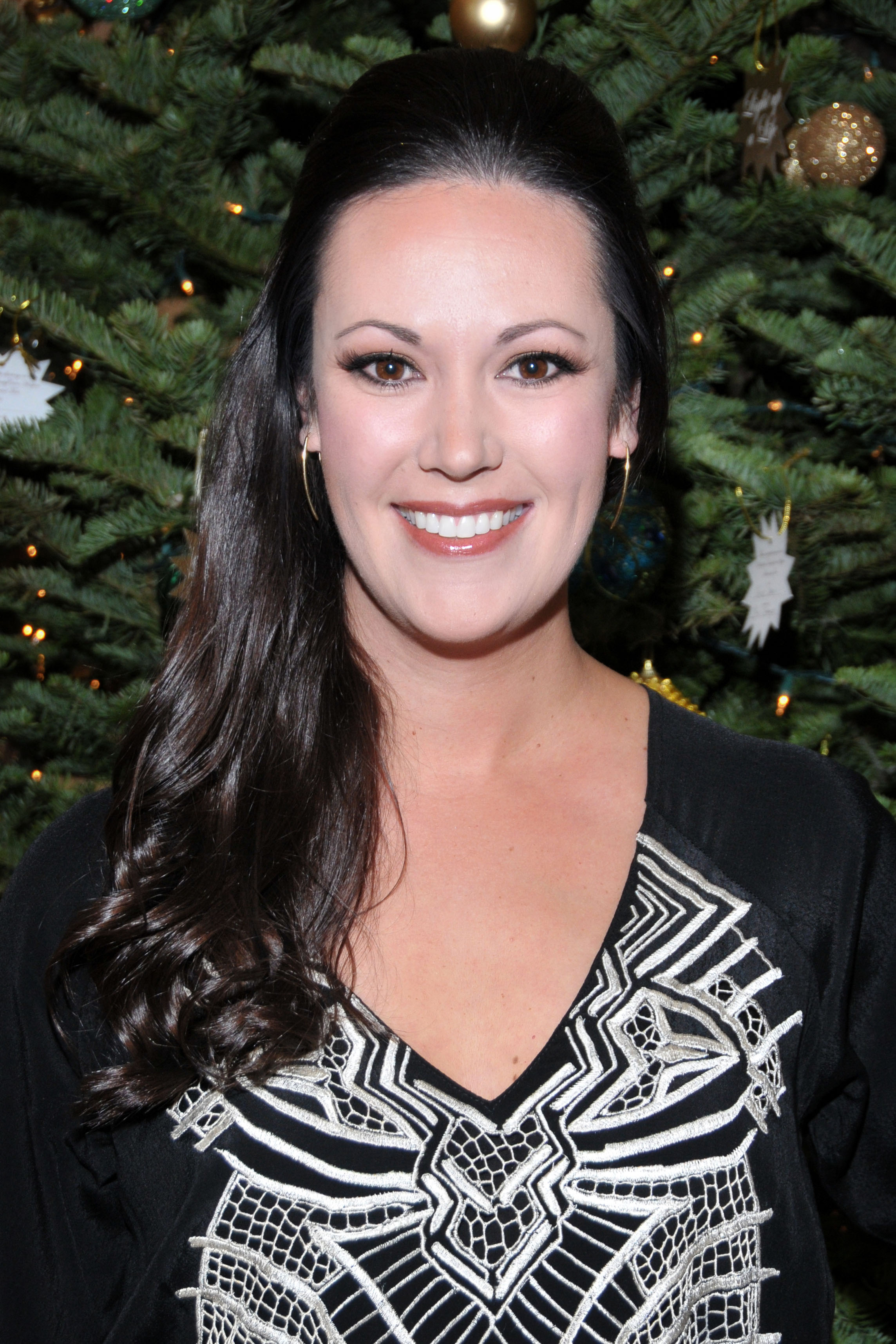
Ellen Chapman, Miss California USA 2004
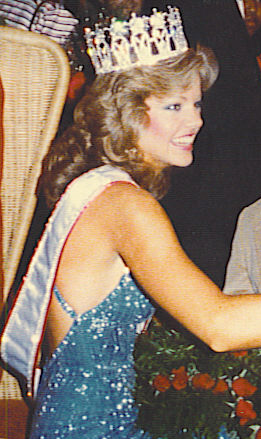
Julie Hayek, Miss California USA 1983 y Miss USA 1983
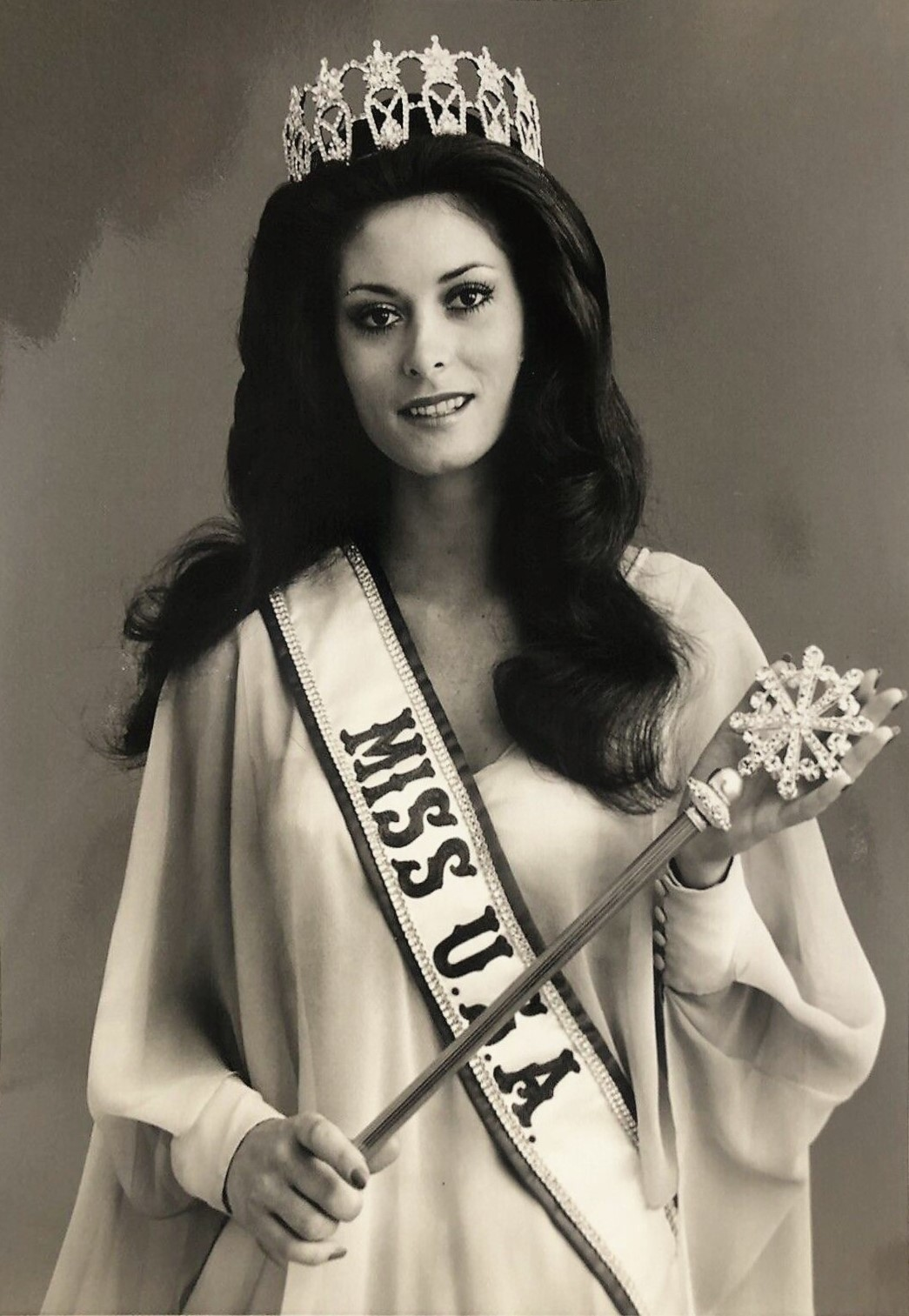
Summer Bartholomew, Miss California USA 1975 y Miss USA 1975
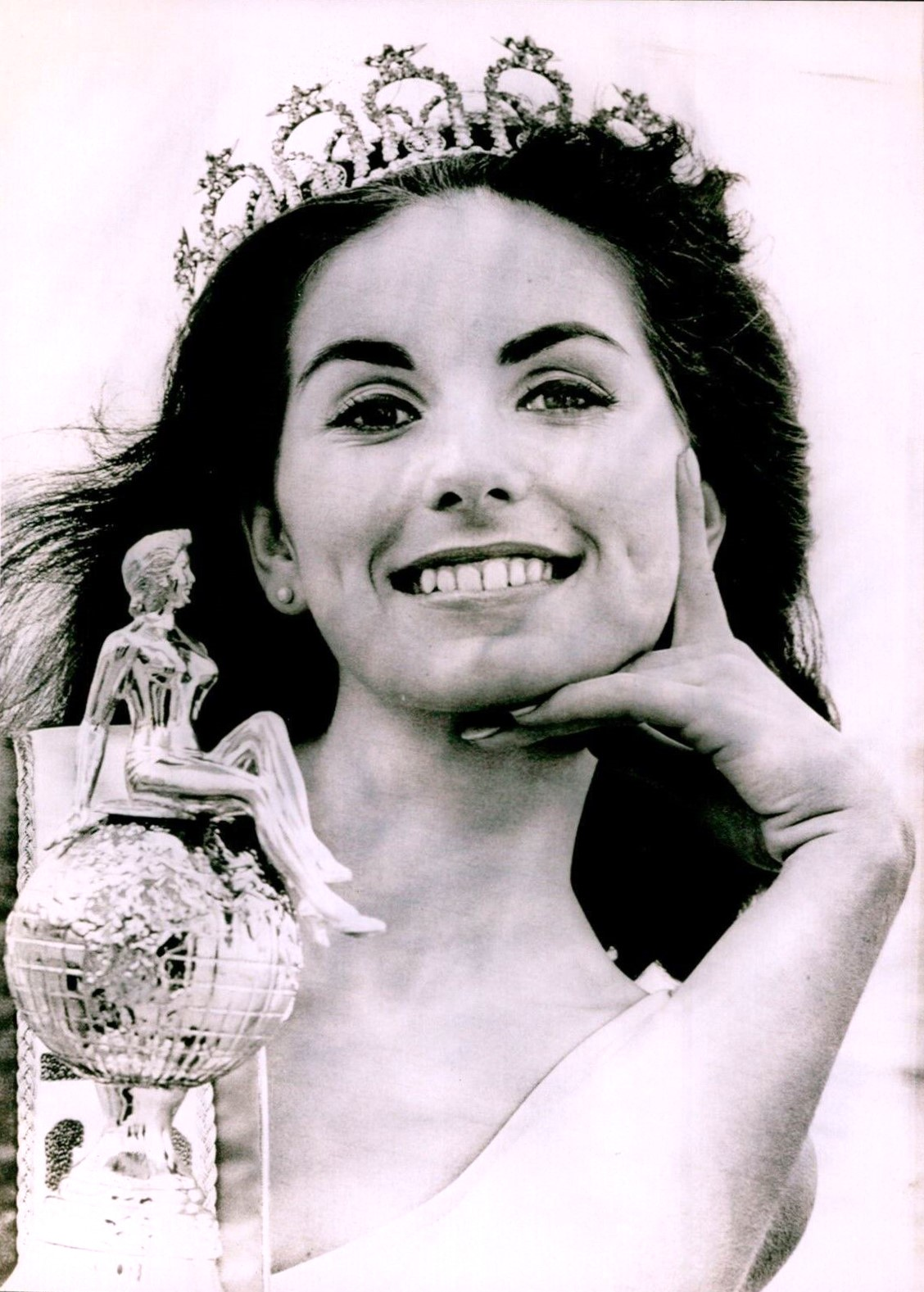
Maria Remenyi, Miss California USA 1966 y Miss USA 1966
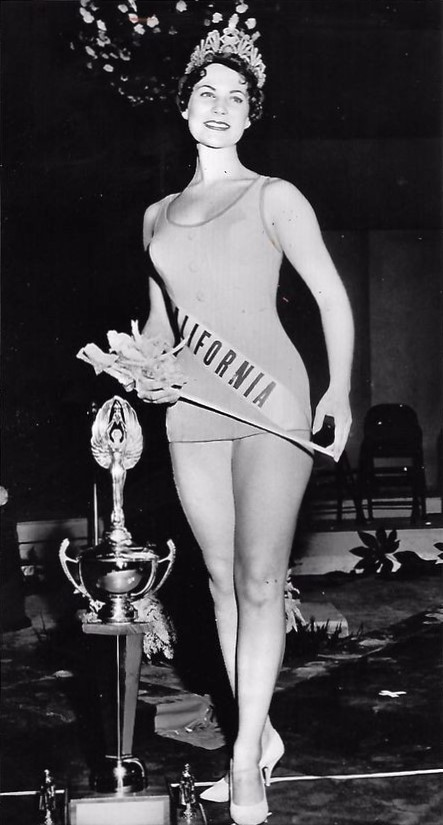
Terry Huntingdon, Miss California USA 1959 y Miss USA 1959